# Leme
Leme là một đô thị ở bang São Paulo của Brasil. Đô thị này nằm ở vĩ độ 22º11'08" độ vĩ nam và kinh độ 47º23'25" độ vĩ tây, trên khu vực có độ cao 619 m trên mực nước biển, dân số ước khoảng 90.000 người.

## Địa lý
Đô thị này có diện tích 403,1 km², nằm ở đông trung bộ bang São Paulo. Các đô thị giáp ranh:
Phía bắc: Santa Cruz da Conceição và Pirassununga;
Phía đông: Mogi Guaçu;
Phía nam: Araras;
Phía tây: Corumbataí và Rio Claro;

## Thông tin nhân khẩu
Dữ liệu dân số theo điều tra dân số năm 2000
Tổng dân số: 80.757
- Dân số thành thị: 77.888
- Dân số nông thôn: 2.869
- Nam giới: 40.830
- Nữ giới: 39.927

Mật độ dân số (người/km²): 200,34
Tỷ lệ tử vong trẻ sơ sinh dưới 1 tuổi (trên một triệu người): 13,44
Tuổi thọ bình quân (tuổi): 72,57
Tỷ lệ sinh (số trẻ trên mỗi bà mẹ): 2,22
Tỷ lệ biết đọc biết viết: 90,14%
Chỉ số phát triển con người (HDI-M): 0,796
- Chỉ số phát triển con người - Thu nhập: 0,734
- Chỉ số phát triển con người - Tuổi thọ: 0,793
- Chỉ số phát triển con người - Giáo dục: 0,860

(Nguồn: IPEADATA)

### Sông ngòi
- Sông Capetinga
- Ribeirão do Meio
- Sông Moji-Guaçu

### Các xa lộ
- SP-330 - Rodovia Anhanguera